# استارکرفت
استارکرفت (به انگلیسی: StarCraft) یک فرنچایز چندرسانه‌ای علمی تخیلی نظامی است که توسط Chris Metzen و James Phinney ساخته و منتشر شد. این سری متعلق به شرکت بلیزارد انترتینمنت است. داستان سری، در آغاز قرن 26 روایت می‌شود، جایی که دنیا از مراکز مبارزه برای تسلط مناطق پر شده در قسمت دوردست کهکشان راه شیری معروف به بخش کوپرولو. این سری با انتشار بازی ویدیویی استارکرافت در سال 1998 آغاز به کار کرد. این بازی شامل تعدادی بازی دیگر و هشت داستان جدید، دو مقاله داستان‌های شگفت‌انگیز، یک بازی روی تخته و سایر کالاها مانند تندیس‌های کلکسیونی و اسباب بازی‌ها بود.

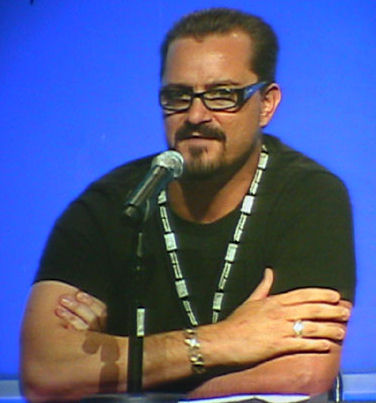
کریس متزن، به همراه جیمز فینی، طراحی استارکرفت را رهبری کردند و سری داستان را خلق کردند.

بلیزارد برنامه‌ریزی استارکرفت را از سال ۱۹۹۵ با یک تیم توسعه دهنده به سرپرستی Metzen و Phinney آغاز کرد. این بازی در ای۳ ۱۹۹۶ معرفی شد و از موتور بازی اصلاح شده وارکرافت ۲: جریان تاریکی استفاده کرد. StarCraft همچنین بخش فیلم بلیزارد را همراه خود کرد و فیلم‌های سینماییک با کیفیت بالا و جدایی ناپذیر از داستان این مجموعه را نشان داد. بیشتر تیم اصلی توسعه بازی اندکی پس از انتشار بازی اقدام به کار در زمینه بسته سازی کردند و اولین بسته گسترش دهند Brood War نام داشت. در سال ۲۰۰۱، بلیزارد بازی StarCraft: Ghost را تحت نرم‌افزار Nihilistic شروع به توسعه دادن کرد. برخلاف بازی‌های استراتژی قبلی، گوست قرار بود یک بازی اکشن و پنهان‌کاری باشد اما پس از سه سال توسعه، کار بر روی بازی در سال ۲۰۰۴ به تعویق افتاد. ساخت دنباله واقعی با سبک استراتژی هم‌زمان، به اسم استارکرافت ۲: بال‌های آزادی، در سال ۲۰۰۳ آغاز شد. این بازی در مه ۲۰۰۷ معرفی شد و در ژوئیه ۲۰۱۰ منتشر شد. حق امتیاز استارکرفت ۲ با گسترش StarCraft II: Heart of the Swarm ادامه یافت، که در مارس ۲۰۱۳ منتشر شد. سومین و آخرین نسخه استارکرفت ۲، Legacy of the Void نام داشت که در نوامبر ۲۰۱۵ منتشر شد. در سال ۲۰۱۶، یک بسته نه مأموریتی تک نفره به اسم Nova Covert Ops، در قالب محتوای قابل دانلود منتشر شد.
| ۱۹۹۸ | StarCraft                        |
| ۱۹۹۸ | StarCraft: Insurrection          |
| ۱۹۹۸ | StarCraft: Brood War             |
| ۱۹۹۸ | StarCraft: Retribution           |
| ۱۹۹۹ |                                  |
| ۲۰۰۰ | Starcraft 64                     |
| ۲۰۰۱ |                                  |
| ۲۰۰۲ |                                  |
| ۲۰۰۳ |                                  |
| ۲۰۰۴ |                                  |
| ۲۰۰۵ |                                  |
| ۲۰۰۶ |                                  |
| ۲۰۰۷ |                                  |
| ۲۰۰۸ |                                  |
| ۲۰۰۹ |                                  |
| ۲۰۱۰ | StarCraft II: Wings of Liberty   |
| ۲۰۱۱ |                                  |
| ۲۰۱۲ |                                  |
| ۲۰۱۳ | StarCraft II: Heart of the Swarm |
| ۲۰۱۴ |                                  |
| ۲۰۱۵ | StarCraft II: Legacy of the Void |
| ۲۰۱۶ | StarCraft II: Nova Covert Ops    |
| ۲۰۱۷ | StarCraft: Remastered            |

بازی اصلی و بسته‌های گسترش دهند آن، به عنوان یکی از معیارهای بازی استراتژی در زمان خودش بسیار تحسین شد. این مجموعه در سراسر جهان، به ویژه در کره جنوبی، جایی که بازیکنان و تیم‌های حرفه ای در مسابقات حرفه ای بازی شرکت می‌کنند، حمایت مالی کردند و در مسابقات تلویزیونی شرکت می‌کنند. این بازی طرفداران خوبی در سراسر جهان جمع کرده‌است. تا ژوئن ۲۰۰۷، StarCraft و Brood War در مجموع نزدیک به ۱۰ نسخه فروش کرده بودند. به‌علاوه، به این مجموعه در سال ۲۰۰۶ یک ستاره در پیاده‌رو Walk of Game اهدا شد، و دارای ۴ رکورد جهانی کتاب گینس رکوردهای جهانی نسخه گیمرها سال ۲۰۰۸ است.

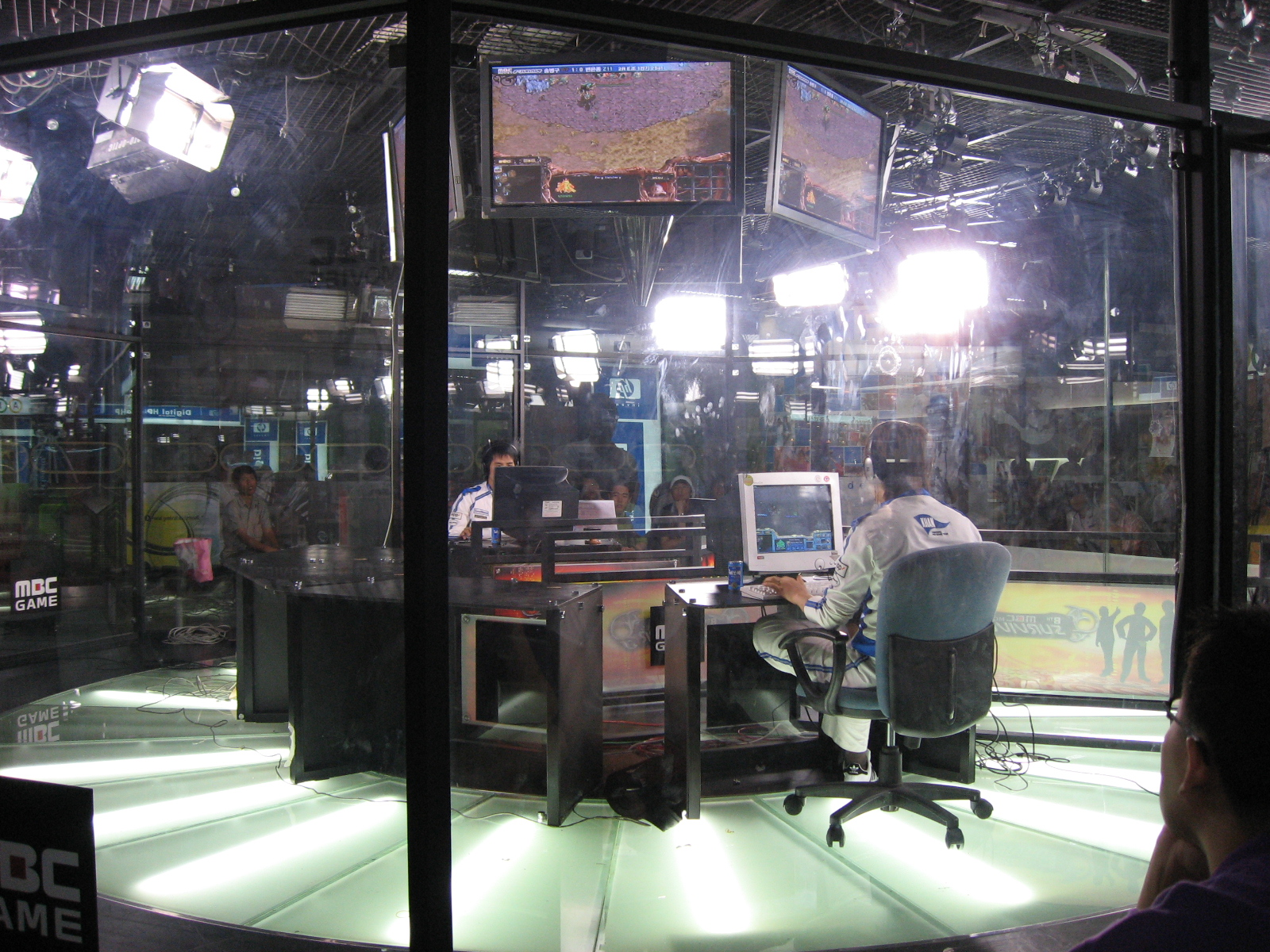
یک مسابقه استارکرفت در کره جنوبی که توسط تلویزیون MBCGame پخش می‌شود

در تاریخ ۲۷ مارس ۲۰۱۷، بلیزارد اعلام کرد بازی StarCraft: Remastered، یک نسخه بازسازی شده اصلی استارکرفت، با به روزرسانی‌های اصلی، گرافیک به روز و گفتگوی و صوتی اصلاح شده منتشر خواهد شد. از تاریخ ۱۹ آوریل ۲۰۱۷، استارکرفت اصلی و بسته گسترش دهند Brood War برای دانلود و بازی از طریق وب سایت بلیزارد رایگان است.

جلد بایگانی StarCraft

## بازتاب‌ها و تأثیر فرهنگی
مجموعه استارکرفت موفقیت تجاری داشت. StarCraft پس از انتشار، با فروش بیش از ۱٫۵ میلیون نسخه در سراسر جهان به پرفروش‌ترین بازی رایانه ای آن سال بدل شد. در ده سال بعد، StarCraft بیش از ۹٫۵ میلیون نسخه در سراسر جهان فروش کرد که ۴٫۵ میلیون از آن در کره جنوبی فروخته شد. از زمان عرضه اولیه StarCraft، بلیزراد گزارش داد که سرویس چند نفره آنلاین بتل.نت ۸۰۰ درصد برابر رشد کرده‌است.  StarCraft ده سال پس از انتشار یکی از محبوب‌ترین بازی‌های آنلاین در جهان باقی ماند. پس از انتشار، بازی به سرعت محبوبیت خود را در کره جنوبی افزایش داد و باعث خلق یک صحنه حرفه ای گیمینگ شد. طرفداران گیمر در کره جنوبی افراد مشهور رسانه ای و بازی‌های استارکرفت هستند که از سه کانال تلویزیونی مخصوص بازی پخش می‌شوند. StarCraft برنده جوایز متعدد بازی سال نیز شد. که اغلب به عنوان یکی از بهترین بازی‌های استراتژی واقعی در زمان خودش توصیف شد و محبوبیت گسترده‌ای در استفاده از طرف‌های مشخص نقشه بازی دارد.
از زمان انتشار StarCraft II، تعدادی از مسابقات در کره و جاهای دیگر مانند GOMTV Global StarCraft II League (GSL) برگزار شده‌است.
در دسامبر ۲۰۱۸، یک سیستم هوش مصنوعی توسط دیپ‌مایند گوگل (موسوم به "AlphaStar") برای اولین بار بازیکنان حرفه ای را در StarCraft II شکست داد.